# Slatinná louka u Liblic
Přírodní rezervace Slatinná louka u Liblic byla vyhlášena roku 1986 a nachází se u obce Liblice. Důvodem ochrany je vynikající orchidejová louka.

## Popis oblasti
Rozsahem malé území se nalézá uprostřed lesa v zámeckém parku. Zřejmě nejvzácnější rostlinou v lokalitě je vstavač bahenní (Orchis palustris), který se zde nachází na jedné z poslední lokalit v České republice. Z dalších vstavačovitých rostlin lze jmenovat prstnatec májový (Dactylorhiza majalis), prstnatec pleťový (Dactylorhiza incarnata), pětiprstku žežulník (Gymnadenia conopsea), bradáček vejčitý (Listera ovata), vstavač vojenský (Orchis militaris) či kruštík bahenní (Epipactis palustris).